# Ahmadi (plaats)
Ahmadi is een stad in Koeweit en is de hoofdplaats van het gouvernement Ahmadi.
Bij de volkstelling van 1995 telde Ahmadi 21.504 inwoners.
In Ahmadi staat het hoofdkantoor van de staatsoliemaatschappij Kuwait Oil Company (KOC). In de plaats komen diverse pijplijnen uit het binnenland samen. Bij de plaats staan grote opslagtanks, een raffinaderij voor de verwerking van de ruwe olie in olieproducten en een grote exportterminal waar olietankers geladen kunnen worden.
De Mina Al-Ahmadi raffinaderij werd in 1949 gebouwd door de KOC. Deze kreeg een capaciteit van 25.000 vaten olie per dag en ligt op 45 kilometer ten zuiden van de hoofdstad Koeweit. Het produceerde diesel, kerosine en benzine voor binnenlands gebruik. In 1959 werd de capaciteit verhoogd naar 190.000 vaten en in 1968 volgde een verdere uitbreiding tot 250.000 vaten mede voor de export. In 1984 ging de raffinaderij over naar Kuwait Petroleum Corporation. Rond de eeuwwisseling werd de capaciteit voor de laatste maal verhoogd tot 290.000 vaten olie per dag.